# Ніпа (вірус)
Вірус Ніпа (англ. Nipah henipavirus раніше Nipah virus) — вид вірусів, що спричинює тяжку хворобу, для якої характерні запалення мозку (енцефаліт) або респіраторні прояви. Вірус Ніпа тісно пов'язаний з вірусом Гендра (Hendra henipavirus) — обидва види належать до роду Henipavirus з родини параміксовірусів (Paramyxoviridae). Природним носієм обох вірусів є плодоядні представники родини криланових (Pteropodidae).

## Спалахи хвороби
Вперше вірус Ніпа був виявлений у 1998 році під час спалаху хвороби серед селян-свинарів у Малайзії. Назва вірусу була дана по місцю Сунгай-Ніпа (малай. Sungai Nipah) в Порт-Діксоні (штат Негері-Сембілан), де зафіксовано перший випадок у людини. З того часу відбулося ще 12 спалахів хвороби, всі в Південній Азії .
У 2021 році вірус був виявлений у кажанів в Індії .

## Природний носій

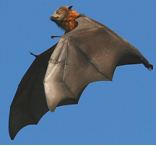
Сіроголові летючі лисиці (Pteropus poliocephalus)

Природними носіями вірусу Ніпа є плодоядні представники родини криланових (Pteropodidae), зокрема, види, що належать до роду летючих лисиць (Pteropus). Очевидної хвороби серед плодоядних криланів не спостерігається.
Передбачається, що географічне поширення Henipavirus частково збігається з місцями поширення летючих собак роду Pteropus. Цю гіпотезу підтверджують фактичні дані про інфекції Henipavirus у летючих лисиць з Австралії, Бангладеш, Індії, Індонезії, Камбоджі, Китаю, Мадагаскару, Малайзії, Папуа-Нової Гвінеї, Таїланду і Східного Тимору.
Нещодавно було виявлено, що африканські плодоядні представники роду пальмових криланів (Eidolon) з родини криланових, позитивні на антитіла до вірусів Ніпа і Гендра, що свідчить про те, що ці віруси можуть бути присутніми в місцях географічного поширення летючих лисиць в Африці.

## Клінічні прояви
Інфекція у людей перебігає в різних клінічних формах — від безсимптомної інфекції до смертельного енцефаліту. Спочатку у інфікованих людей розвиваються грипоподібні симптоми, такі як гарячка, головний біль, міалгія, блювання і біль у горлі. За цим може слідувати запаморочення, сонливість, змінення свідомості і неврологічні ознаки, які вказують на гострий енцефаліт. У деяких людей можуть також розвиватися атипова пневмонія і тяжкі респіраторні проблеми, включаючи гостру дихальну недостатність. У тяжких випадках розвивається енцефаліт і конвульсії, що призводять до коми через 24-48 годин. Інкубаційний період (період від інфікування до появи симптомів) триває від 4 до 45 днів.
Більшість людей, що вижили після гострого енцефаліту, повністю відновлюються, але приблизно 20 % страждає від залишкових неврологічних наслідків, таких як безперервні конвульсії і зміни особистості. У невеликого числа людей, які видужали згодом бувають рецидиви або із запізненням розвивається енцефаліт. У довгостроковій перспективі стійкі неврологічні дисфункції спостерігаються більш ніж у 15 % людей.
Летальність оцінюється у 40-75 %; проте в умовах різних спалахів хвороби цей показник може варіюватися в залежності від місцевих можливостей для проведення епіднагляду.

## Передача інфекції
Під час перших спалахів хвороби в Малайзії і Сінгапурі більшість випадків інфікування людей відбулося в результаті прямих контактів з хворими свинями або їх зараженими тканинами. Вважається, що передача інфекції відбувалась або повітряно-крапельним механізмом, в результаті контактів з виділеннями з носоглотки свиней, або в результаті контактів з тканинами хворих тварин.
Найбільш імовірним джерелом інфекції під час спалахів хвороби в Бангладеш і Індії було споживання фруктів або продуктів (наприклад, свіжого соку фінікової пальми), забруднених сечею або слиною інфікованих плодоядних летючих собак.
Під час останніх спалахів хвороби в Бангладеш і Індії вірус Ніпа поширювався безпосередньо від людини людині при тісних контактах з виділеннями і екскрементами людей. У Сілігурі, Індія, була також зареєстрована передача вірусу в медичному закладі — 75 % всіх випадків захворювання там відбулася серед лікарняного персоналу або відвідувачів. З 2001 по 2008 рік близько половини зареєстрованих випадків захворювання в Бангладеш сталося в результаті передачі інфекції від людини людині.

## Прояви хвороби у домашніх тварин
Вперше спалахи серед свиней та інших домашніх тварин (коней, кіз, овець, кішок і собак) були зареєстровані в Малайзії в 1999 році. У багатьох свиней симптоми не виявлялися, але у деяких розвинулося гостре гарячкове захворювання, утруднене дихання та неврологічні симптоми, такі як тремтіння, посмикування і м'язові спазми. Загалом, серед молодих свиней летальність була низькою.
Ці симптоми не відрізняються значним чином від симптомів інших респіраторних і неврологічних хвороб свиней. Необхідно підозрювати Ніпа-вірусну хворобу у свиней в тих випадках, коли у них з'являється незвичайний гавкаючий кашель або коли є випадки захворювання людей енцефалітом.
Вірус Ніпа відрізняється високою контагіозністю серед свиней. Свині заразні під час інкубаційного періоду, який триває від 4 до 14 днів.

## Діагностика
Вірусну інфекцію Ніпа можна діагностувати за допомогою цілого ряду різних тестів, таких як:
- нейтралізація сироватки;
- імуноферментний аналіз (ІФА);
- полімеразна ланцюгова реакція (ПЛР);
- реакція імунофлюоресценції ;
- виділення вірусу в клітинних культурах.

## Лікування
Наразі для лікування вірусної інфекції Ніпа немає ні ліків, ні вакцин. Основним підходом до ведення пацієнтів з інфекцією є інтенсивна підтримуюча терапія з лікуванням симптомів.

## Профілактика

### Боротьба з вірусом Ніпа у домашніх тварин
Від вірусу Ніпа вакцини немає. Вважається, що регулярне чищення і дезінфекція свиноферм (за допомогою гіпохлориту натрію або інших миючих засобів) є ефективними в профілактиці інфекції.
У разі підозри на спалах хвороби необхідно негайно встановити карантин у приміщеннях, де утримуються тварини. Для зниження ризику передачі інфекції людям, може бути необхідний забій інфікованих тварин при ретельному спостереженні за похованням або спалюванням туш. Обмеження або заборона пересування тварин з інфікованих ферм в інші райони може сприяти зменшенню поширення хвороби.
У зв'язку з тим, що спалахи вірусної інфекції Ніпа серед домашніх тварин передують появі випадків захворювання людей, створення системи епіднагляду за здоров'ям тварин для виявлення нових випадків захворювання має важливе значення для забезпечення раннього попередження ветеринарних служб і органів громадської охорони здоров'я.

### Зниження ризику інфікування людей
При відсутності вакцини єдиним способом зниження ризику інфікування людей є підвищення обізнаності щодо факторів ризику і просвітництво людей в галузі заходів, які вони можуть приймати для обмеження контактів з вірусом.
Цілями повідомлень в галузі санітарної освіти повинні бути наступні:
- Зниження ризику передачі вірусу від летючих собак людині. Зусилля щодо запобігання передачі вірусу повинні, перш за все, бути спрямовані на зменшення доступу летючих собак до соку фінікової пальми. Свіжовичавлений сік фінікової пальми необхідно також кип'ятити, а фрукти — ретельно мити і чистити перед вживанням.
- Зниження ризику передачі вірусу від людини людині. Необхідно уникати тісного фізичного контакту з людьми, інфікованими вірусом Ніпах. При догляді за хворими людьми необхідно надягати рукавички і використовувати захисні засоби. Після догляду за хворими людьми або їх відвідування необхідно регулярно мити руки.
- Зниження ризику передачі вірусу від тварин людині. При зверненні з хворими тваринами або їх тканинами, а також під час процедур по забою необхідно надягати рукавички і інший захисний одяг.

### Інфекційний контроль в медичних установах
Медичні працівники, які здійснюють догляд за пацієнтами з підозрювано. або підтверджено. вірусною інфекцією Ніпа, або звертаються із зразками, взятими у них, повинні приймати стандартні запобіжні заходи в галузі інфекційного контролю. Зі зразками, взятими у людей і тварин з можливою вірусною інфекцією Ніпа, повинен звертатися спеціально підготовлений персонал, що працює в належним чином обладнаних лабораторіях.

## Хронологія спалахів вірусної інфекції Ніпа
| Рік                                      | Країна    | Штат або район                          | Випадки захворювання | Випадки смерті | Летальність |
| ---------------------------------------- | --------- | --------------------------------------- | -------------------- | -------------- | ----------- |
| 1998-1999 (вересень 1998 — травень 1999) | Малайзія  | штати Перак, Селангор і Негері-Сембелан | 265                  | 105            | 40 %        |
| 1999                                     | Сінгапур  | Сінгапур                                | 11                   | 1              | 9 %         |
| 2001                                     | Індія     | район Сілігурі, Західна Бенгалія        | 66                   | 49             | 74 %        |
| 2001                                     | Бангладеш | район Мехерпур                          | 13                   | 9              | 69 %        |
| 2003                                     | Бангладеш | район Наогаон                           | 12                   | 8              | 67 %        |
| 2004                                     | Бангладеш | район Раджбарі                          | 29                   | 22             | 76 %        |
| 2004                                     | Бангладеш | район Фарідпур                          | 36                   | 27             | 75 %        |
| 2005                                     | Бангладеш | район Тангаїл                           | 12                   | 11             | 92 %        |
| 2007                                     | Бангладеш | район Тхакургаон                        | 7                    | 3              | 43 %        |
| 2007                                     | Бангладеш | район Куштія                            | 8                    | 5              | 63 %        |
| 2007                                     | Індія     | район Надія, Західна Бенгалія           | 5                    | 5              | 100 %       |
| 2008                                     | Бангладеш | район Манікгондж                        | 3                    | 3              | 100 %       |
| 2008                                     | Бангладеш | район Раджбарі                          | 8                    | 3              | 38 %        |